# Caity Lotz
Caity Marie Lotz, (født 30. december 1986 i San Diego, Californien), er en amerikansk skuedespiller, danser, sanger og model.
Caity Lotz begyndte sin karriere som danser og har deltaget i turnéer sammen med Avril Lavigne og Lady Gaga. 2005 gik hun med i musikgruppen Soccx, som i 2006–2008 havde en betydelig succes.
Hendes skuespiller debut gjorde hun 2006 i Bring It On: All or Nothing, en cheerleader-film. Senere kan nævnes Horror FilmThe Pact fra 2012, og rollen som Sara Lance i tv-serien Arrow (2012-) og i serien Legends of tomorrow (2016-).

## Filmografi
- Battle Of The Year (2013)
- Arrow
- Legends of Tomorrow (2016)